# Şenyayla, Baklan
Şenyayla là một xã thuộc huyện Baklan, tỉnh Denizli, Thổ Nhĩ Kỳ. Dân số thời điểm năm 2010 là 25 người.